# Ilze Jaunalksne
Ilze Jaunalksne (Jūrmala, Letonia, 19 de noviembre de 1976) es una periodista y escritora letona.
Desde que terminó sus estudios universitarios, trabaja para la televisión pública Latvijas Televizija (LTV), donde presenta programas de temas sobre el interés público.
Durante todos estos años, se ha convertido en una de las periodistas más importante e influyentes de todo el país.

## Biografía
Nacida en la ciudad de Jūrmala en el año 1976, durante la época de la República Socialista Soviética de Letonia.
Cuando era joven se graduó en el primer instituto de secundaria de Riga.
Luego en 1999, se licenció en Periodismo por la Universidad de Letonia (UL).
Al terminar sus estudios superiores, comenzó a trabajar para la compañía de radiodifusión pública del país "Latvijas Televizija" (LTV).
Allí se dio a conocer a nivel nacional y se caracterizó por presentar numerosos programas de debate, análisis y reflexión sobre temas de interés público.
En 2003 fue galardonada con el Premio "Periodismo de Esperanza" y también recibió otros galardones.
Durante esa época, ya se la empezó a reconocer como una de las mejores y más importantes e influyentes periodistas de todo el país.
Junto a Dīvs Reiznieks, fue elegida para presentar en la famosa «Green Room» de la XLVIII Edición del Festival de la Canción de Eurovisión 2003, que tuvo lugar el día 24 de mayo en el pabellón deportivo Skonto Hall de Riga.
Tiempo más tarde en la televisión pública, pasó a ser la presentadora del programa de actualidad "De Facto".
En el mes de marzo de 2006, reveló en este programa una noticia según la cual los dirigentes de varios partidos letones habían comprado votos.
Esta información llegó a causar la dimisión de un ministro y de diversos altos cargos. Como represalia, pincharon su teléfono y publicaron las transcripciones de sus conversaciones con la oposición.
En su defensa llevó al gobierno a los tribunales por difamación y esto se convirtió en el primer caso de estas características dado en todo el país. Finalmente la periodista ganó el juicio, y fue compensada económicamente por daños y perjuicios, por la grabación ilegal de sus llamadas y por la publicación de las transcripciones.
En esta sentencia, el Ministerio de Finanzas y el Servicio de Impuestos del estado fueron considerados culpables de invadir su privacidad.
Cabe destacar que el día 7 de marzo de 2007, la entonces secretaria de Estado de los Estados Unidos, Condoleezza Rice le otorgó el Premio Internacional a las Mujeres de Coraje.
También desde principios de 2008, ha estado presentando en el canal TV3 Letonia.